# Hieronim Puzyna (zm. 1657)
Hieronim Puzyna herbu Oginiec (ur. ok. 1595, zm. 1657) – marszałek upicki, działacz kalwiński.
Był synem kniazia Jana z Kozielska i Doroty Grużewskiej herbu Lubicz, namiestnikówny szawelskiej.
W 1621 roku wziął udział w bitwie pod Chocimiem, w 1639 roku był deputatem z pow. upickiego na Trybunał Litewski, był elektorem w 1632 roku, od marca 1632 roku był wojskim upickim oraz w latach 1639-43 podstarościm upickim. W 1644 roku był ponownie deputatem z pow. upickiego na Trybunał Litewski, w tymże roku został marszałkiem powiatu upickiego. Był jednym z najbardziej aktywnych protektorów kalwinizmu na Litwie.
Żonaty z Esterą Skrobowiczówną, córką Krzysztofa, skarbnika upickiego, pozostawił liczne potomstwo, m.in. Andrzeja Kazimierza, kasztelana mińskiego.